# Mốc sự kiện trong Chiến tranh Lạnh

## Thập niên 1940

### 1945
- Hội nghị Yalta
- Hội nghị Potsdam

### 1946
- Tháng 1: Nội chiến Trung Quốc tái diễn giữa hai thế lực của Đảng Cộng sản và Quốc Dân Đảng.
- 7 tháng 1: Cộng hòa Áo được phục hồi với biên giới của năm 1937 nhưng bị chia cắt thành 4 vùng quản lý của Hoa Kỳ, Anh, Pháp và Liên Xô.
- 9 tháng 1: Joseph Stalin trong bài diễn văn bầu cử của mình đã nói rằng chủ nghĩa tư bản và chủ nghĩa đế quốc chắc chắn sẽ dẫn đến những cuộc chiến tranh trong tương lai.[1]
- 11 tháng 1: Enver Hoxha tuyên bố thành lập Cộng hòa Nhân dân Albania và tự nhận là Thủ tướng.
- 23 tháng 1: George F. Kennan đã viết "Bức điện Dài" (Long Telegram) cho biết cách nhìn nhận của ông về những mục tiêu và ý định của giới lãnh đạo Liên Xô.[2]
- Tháng 3: Nội chiến Hy Lạp nổ ra giữa những người cộng sản và chính phủ Cộng hòa Hy Lạp.
- 2 tháng 3: Binh sĩ Anh rút khỏi những khu vực chiếm đóng của họ tại miền nam Iran. Quân đội Liên Xô vẫn tiếp tục đóng tại khu vực phía bắc.
- 5 tháng 3: Winston Churchill sử dụng khái niệm bức màn sắt cắt ngang châu Âu trong một bài diễn văn của mình.
- 5 tháng 4: Quân đội Liên Xô di tản khỏi Iran sau một vụ khủng hoảng.
- 4 tháng 7: Philippines giành được độc lập từ Hoa Kỳ và bắt đầu chiến đấu chống lại sự nổi dậy của những người cộng sản Huk.
- 6 tháng 9: Trong bài phát biểu gọi là "trình bày chính sách với nước Đức" (Restatement of Policy on Germany) đọc tại Stuttgart, James F. Byrnes, ngoại trưởng Hoa Kỳ đã chối bỏ Kế hoạch Morgenthau. Ông nói rằng mục đích của Hoa Kỳ là duy trì quân đội ở châu Âu vô hạn định và bày tỏ Mỹ chấp thuận sáp nhập 29% lãnh thổ Đức trước chiến tranh, nhưng không bỏ qua những yêu sách xa hơn.
- 8 tháng 9: Qua một cuộc trưng cầu dân ý, Bulgaria ủng hộ thành lập một nước Cộng hòa Nhân dân, phế truất vua Simeon II. Các quốc gia phương Tây coi cuộc bầu cử là sai lầm cơ bản.
- 24 tháng 9: Báo cáo Clifford-Elsey được trình bày cho Truman. Tài liệu này liệt kê những vi phạm thỏa thuận của Liên Xô với Hoa Kỳ.
- 27 tháng 9:Nikolai Vasilevich Novikov viết một văn bản phản hồi "Bức điện Dài" của Kennan, được biết đến là "bức điện Novikov", trong đó, ông nói rằng Hoa Kỳ đang "đấu tranh cho uy quyền thế giới".[3]
- 19 tháng 12: Pháp đổ bộ vào Đông Dương khởi đầu chiến tranh Đông Dương. Người Pháp bị chống lại bởi những người cộng sản Việt Minh đấu tranh cho độc lập dân tộc.

### 1947
- 1 tháng 1: Khu vực chiếm đóng của Mỹ và Anh tại Đức được hợp nhất thành Bizone, hay còn gọi là Bizonia.
- 12 tháng 3: Tổng thống Harry Truman tuyên bố về Chủ thuyết Truman, bắt đầu viện trợ cho Hi Lạp và Thổ Nhĩ Kỳ nhằm tránh cho hai nước này đi theo Liên Xô.
- 16 tháng 4: Bernard Baruch, trong bài phát biểu nhân lễ ra mắt bức tranh chân dung của mình tại hạ viện bang Nam Carolina, cho ra đời thuật ngữ "Chiến tranh Lạnh" để mô tả mối quan hệ giữa Hoa Kỳ và Liên Xô.
- 22 tháng 5: Hoa Kỳ viện trợ quân sự trị giá 400 triệu USD cho Hi Lạp và Thổ Nhĩ Kỳ, thể hiện mục đích muốn ngăn chặn chủ nghĩa cộng sản phát triển ở Địa Trung Hải.
- 5 tháng 6: Ngoại trưởng Hoa Kỳ George Marshall đề xuất các kế hoạch hỗ trợ kinh tế toàn diện cho các quốc gia Tây Âu bị chiến tranh tàn phá. Sau này chương trình này được biết đến là kế hoạch Marshall.
- 11 tháng 7: Hoa Kỳ tuyên bố chính sách chiếm đóng mới với Đức. The occupation directive JCS 1067, whose economic section had prohibited "steps looking toward the economic rehabilitation of Germany [or] designed to maintain or strengthen the German economy", is replaced by the new US occupation directive JCS 1779 which instead notes that "An orderly, prosperous Europe requires the economic contributions of a stable and productive Germany."
- 14 tháng 8: Ấn Độ và Pakistan được Liên hiệp Anh trào trả độc lập.
- 14 tháng 11: Liên Hợp Quốc thông qua một nghị quyết yêu cầu binh lính nước ngoài rút khỏi bán đảo Triều Tiên, bầu cử tự do tại mỗi bên và thành lập một ủy ban Liên Hợp Quốc để thống nhất liên Triều.
- 30 tháng 12: Tại România, vua Michael I của Romania bị Gheorghe Gheorghiu-Dej buộc phải thoái vị, chế độ quân chủ bị thủ tiêu và được thay thế bởi Cộng hòa România. Đảng Cộng sản nắm quyền điều hành đất nước cho đến tháng 12 năm 1989.

### 1948
- 25 tháng 2: Đảng Cộng sản nắm chính quyền ở Tiệp Khắc, sau khi tổng thống Edvard Beneš chấp nhận sự từ chức của tất cả các bộ trưởng không theo chủ nghĩa cộng sản.
- 10 tháng 3: Ngoại trưởng Tiệp Khắc Jan Masaryk được báo cáo là đã tự sát.
- 3 tháng 4: Truman ký phê chuẩn kế hoạch Marshall. Cho đến khi chương trình này kết thúc, Hoa Kỳ đã viện trợ kinh tế 12,4 tỉ USD cho các quốc gia châu Âu.
- 10 tháng 5: Một cuộc bầu cử quốc hội tại Nam Hàn parliamentary vote in southern Korea sees the confirmation of Syngman Rhee as President of the Republic of Korea, after a left-wing boycott.
- 18 tháng 6: Một cuộc nổi dậy của cộng sản tại Liên bang Mã Lai nổ ra để chống lại quân đội Anh và Commonwealth.
- 21 tháng 6: Tại Đức, khu vực Bizone và khu vực Pháp chiếm đóng phát hành một đồng tiền chung, Mác Đức.
- 24 tháng 6: Thủ tướng Liên Xô Joseph Stalin ra lệnh phong tỏa mọi tuyến đường bộ từ Tây Đức vào Berlin, nhằm cô lập và đẩy lui các lực lượng của Pháp, Anh và Mỹ ra khỏi thành phố. Đáp lại, ba cường quốc phương Tây thiết lập cầu không vận Berlin để tiếp tế cho nhân dân Berlin qua đường không.
- 28 tháng 6: Liên Xô trục xuất Yugoslavia ra khỏi Cục Thông tin Cộng sản (COMINFORM) for the latter's position on the Greek civil war.
- 28 tháng 6 (đến 11 tháng 5 năm 1949): Cầu không vận Berlin làm thất bại sự phong tỏa của Liên Xô để tiếp tế cho Tây Berlin.
- 17 tháng 7: Hiến pháp Đại Hàn Dân Quốc có hiệu lực.
- 9 tháng 9: Liên Xô tuyên bố Cộng hòa Dân chủ Nhân dân Triều Tiên là chính quyền hợp pháp của toàn bộ bán đảo Triều Tiên với Kim Nhật Thành là thủ tướng.
- 20 tháng 11: Lãnh sự và các nhân viên Mỹ ở Thẩm Dương, Trung Quốc, bị cộng sản Trung Quốc bắt làm con tin. Cuộc khủng hoảng kéo dài cho đến một năm sau đó, trong thời gian này quan hệ ngoại giao giữa Hoa Kỳ và chính quyền cộng sản mới ở Trung Quốc bị gây phương hại nghiêm trọng.

### 1949
- 8 tháng 3: Quốc gia Việt Nam được thành lập như nhà nước tự trị.
- 4 tháng 4: Tổ chức Hiệp ước Bắc Đại Tây Dương (NATO) được thành lập bởi Bỉ, Canada, Đan Mạch, Pháp, Iceland, Ý, Luxembourg, Hà Lan, Na Uy, Bồ Đào Nha, Liên hiệp Anh và Hoa Kỳ để ngăn chặn sự lớn mạnh của chủ nghĩa cộng sản.
- 11 tháng 5: Liên Xô ngừng phong tỏa Berlin, mở cửa trở lại những tuyến đường vào Berlin. Cầu hàng không vẫn tiếp diến cho đến tháng 9, phòng trường hợp Liên Xô tái phong tỏa thành phố.
- 23 tháng 5: Tại Đức, Bizone hợp nhất với khu vực do Pháp kiểm soát để tạo thành Cộng hòa Liên bang Đức với Bonn là thủ đô.
- 8 tháng 6: Khủng hoảng đỏ lên đến đỉnh điểm với việc quy kết nhiều nhân vật nổi tiếng Hoa Kỳ là thành viên Đảng Cộng sản.
- 29 tháng 8: Liên Xô thử nghiệm bom nguyên tử lần đầu tiên. Cuộc thử nghiệm, được người Mỹ gọi là Joe 1, thành công, đưa Liên Xô trở thành cường quốc hạt nhân thứ hai trên thế giới.
- 13 tháng 9: Liên Xô phủ quyết tư cách hội viên Liên Hợp Quốc của Ceylon, Phần Lan, Iceland, Ý, Jordan, và Bồ Đào Nha.
- 15 tháng 9: Konrad Adenauer trở thành thủ tướng đầu tiên của Cộng hòa Liên bang Đức.
- 1 tháng 10: Mao Trạch Đông tuyên bố thành lập Cộng hòa Nhân dân Trung Quốc - thêm 1/4 dân số thế giới vào phe cộng sản.
- 7 tháng 10: Liên Xô tuyên bố vùng chiếm đóng của họ ở Đức trở thành Cộng hòa Dân chủ Đức với thủ đô tại Đông Berlin.
- 16 tháng 10: Nikos Zachariadis, lãnh đạo Đảng Cộng sản Hy Lạp tuyên bố ngừng khởi nghĩa vũ trang. Tuyên bố này đã kết thúc nội chiến Hi Lạp và cũng là lần đầu tiên chính sách ngăn chặn chủ nghĩa cộng sản thành công.
- 27 tháng 12: Hà Lan trao trả chủ quyền cho Indonesia thông qua Hội nghị bàn tròn Hà Lan-Indonesia và Sukarno trở thành tổng thống đầu tiên của liên bang mới lập.

## Thập niên 1950

### 1950
- 5 tháng 1: Vương quốc Anh công nhận Cộng hòa Nhân dân Trung Quốc. Trung Hoa Dân Quốc cắt đứt quan hệ ngoại giao với Vương quốc Anh.
- 19 tháng 1: CHND Trung Quốc chính thức công nhận Việt Nam độc lập từ Pháp.
- 21 tháng 1: Những binh lính Quốc Dân Đảng cuối cùng đầu hàng trên đất Trung Quốc đại lục.
- 16 tháng 2: Liên bang Xô Viết và CHND Trung Quốc ký kết hiệp ước phòng thủ chung.
- 11 tháng 3: Lãnh đạo Quốc Dân Đảng Tưởng Giới Thạch dời thủ đô của mình tới Đài Bắc, Đài Loan, tạo ra một đối trọng với CHND Trung Quốc.
- 17 tháng 4: Giám đốc Hoạch định Chính sách Bộ Ngoại giao Hoa Kỳ Paul Nitze đưa ra tài liệu mật NSC-68, theo đó chính sách ngăn chặn sẽ là nền tảng cho chính sách đối ngoại của Mỹ.
- 11 tháng 5: Robert Schuman thể hiện tham vọng về một châu Âu thống nhất. Tuyên bố Schuman đánh dấu sự khởi đầu của quá trình thành lập Cộng đồng châu Âu.
- 25 tháng 6: Triều Tiên xâm chiếm Hàn Quốc, khởi đầu chiến tranh Triều Tiên.
- 28 tháng 6: Thủ đô Seoul của Hàn Quốc rơi vào tay Triều Tiên
- 30 tháng 6: Liên Hợp Quốc bỏ phiếu tán thành gửi quân đội đến bán đảo Triều Tiên để hỗ trợ Hàn Quốc. Liên Xô không thể phủ quyết do vắng mặt khi đang tẩy chay Hội đồng Bảo an để đòi hỏi quyền gia nhập của Cộng hòa Nhân dân Trung Quốc. Rốt cuộc, số lượng các nước tham chiến dưới sự bảo hộ của LHQ tăng đến con số 16: Australia, Bỉ, Canada, Colombia, Ethiopia, Pháp, Hi Lạp, Luxembourg, Hà Lan, New Zealand, Philippines, Nam Phi, Thái Lan, Thổ Nhĩ Kỳ, Anh và Mỹ.
- 4 tháng 7: Lực lượng Liên Hợp Quốc giao chiến lần đầu tiên với lực lượng của Triều Tiên tại Osan. Quân đội LHQ không ngăn nổi bước tiến của Triều Tiên và phải rút dần về phía nam và dừng lại tại vành đai Pusan.
- 30 tháng 9: Lực lượng LHQ đổ bộ vào Inchon, đánh bại quân đội Triều Tiên, thọc sâu vào nội địa và tái chiếm Seoul.
- 2 tháng 10: Lực lượng LHQ vượt qua vĩ tuyến 38 vào Bắc Triều Tiên.
- 5 tháng 10: Chí nguyện quân của CHND Trung Quốc được triển khai dọc sông Áp Lục.
- 22 tháng 10: Thủ đô Bình Nhưỡng của Triều Tiên rơi vào tay quân đội LHQ.
- 22 tháng 10: Trung Quốc xâm nhập vào Triều Tiên với 300.000 lính, khiến Liên Hợp Quốc bất ngờ. Tuy nhiên, Trung Quốc đã rút lui sau vài cuộc giao tranh ban đầu.
- 15 tháng 11: Liên quân LHQ đến gần sông Áp Lục. Đáp lại, Trung Quốc lại can thiệp vào Triều Tiên, lần này có nửa triệu quân, bắt buộc Liên Hợp Quốc phải quay lại Nam Hàn.

### 1951
- 4 tháng 1: Quân Trung Quốc chiếm được Seoul.
- 14 tháng 3: Liên quân LHQ tái chiếm Seoul trong chiến dịch Ripper. Cho đến cuối tháng 3, LHQ tới được vĩ tuyến 38 và xây dựng một tuyến phòng thủ cắt ngang bán đảo Triều Tiên.
- 29 tháng 3: Julius và Ethel Rosenberg bị buộc tội làm gián điệp vì đã cung cấp cho Liên Xô những bí mật nguyên tử trong và sau Chiến tranh thế giới thứ hai.
- 11 tháng 4: Tổng thống Mỹ Harry S. Truman tước quyền chỉ huy quân đội Mỹ ở Triều Tiên của Douglas MacArthur.
- 18 tháng 4: Thành lập Cộng đồng Than Thép châu Âu thông qua Hiệp ước Paris.
- 23 tháng 4: Nhà báo Mỹ William N. Oatis bị bắt ở Tiệp Khắc vì tội làm gián điệp.
- 4 tháng 7: Nhà báo Mỹ William N. Oatis nhận mức án 10 năm tù ở Tiệp Khắc vì tội làm gián điệp.
- 1 tháng 9: Australia, New Zealand và Hoa Kỳ ký kết hiệp ước ANZUS. Theo đó ba quốc gia này phải hợp tác trong các vấn đề phòng thủ và an ninh ở Thái Bình Dương.
- 20 tháng 9: Hy Lạp và Thổ Nhĩ Kỳ gia nhập NATO.
- 10 tháng 10: Tổng thống Harry S. Truman ký Đạo luật An ninh Chung, thông báo cho thế giới và cụ thể là phe cộng sản biết rằng nước Mỹ sẵn sàng hỗ trợ quân sự cho "những dân tộc tự do".
- 14 tháng 11: Tổng thống Harry Truman yêu cầu Quốc hội cho phép Mỹ viện trợ quân sự và kinh tế cho quốc gia cộng sản Nam Tư.
- 12 tháng 12: Ủy ban quốc tế giám sát vùng Ruhr gỡ bỏ một phần những hạn chế còn lại đối với định lượng và sản lượng công nghiệp của Đức.

### 1952
- 28 tháng 4: Nhật Bản ký Hiệp ước San Francisco và Hiệp ước Đài Bắc, chính thức chấm dứt thời kỳ bị chiếm đóng và chia cắt, và trở thành một quốc gia có chủ quyền.
- Tháng 6: Strategic Air Command begins Reflex Alert deployments of Convair B-36 và B-47 Stratojet long-range nuclear bombers to overseas bases like purpose-built căn cứ không quân Nouasseur in French Morocco, placing them within unrefueled striking range of Moscow.
- 14 tháng 6: Hoa Kỳ khởi công đóng tàu ngầm hạt nhân đầu tiên trên thế giới, USS Nautilus.
- 30 tháng 6: Kết thúc kế hoạch Marshall. Sản lượng công nghiệp của châu Âu khi đó đã cao hơn năm 1938.
- 23 tháng 7: Gamal Abdel Nasser lãnh đạo một cuộc đảo chính chống lại vua Farouk của Ai Cập.
- 2 tháng 10: Liên hiệp Anh thử nghiệm thành công bom nguyên tử trong chiến dịch Cuồng phong. Anh trở thành cường quốc hạt nhân thứ 3 trên thế giới.
- 1 tháng 11: Hoa Kỳ thử nghiệm quả bom nhiệt hạch đầu tiên, Ivy Mike.

### 1953
- 20 tháng 1: Dwight D. Eisenhower trở thành tổng thống Mỹ.
- 5 tháng 3: Joseph Stalin qua đời. Nổ ra cuộc tranh đấu để kế tục Stalin.
- 16 tháng 5: Nhà báo Mỹ William N. Oatis được phóng thích khỏi nhà tù ở Tiệp Khắc sau 22 tháng thay vì 10 năm.
- 27 tháng 7: Một hiệp định ngừng bắn chấm dứt chiến tranh Triều Tiên[4]
- 19 tháng 8: Cục Tình báo Trung ương (CIA) hỗ trợ một cuộc đảo chính bảo hoàng lật đỏ Thủ tướng Iran Mohammed Mosaddeq (chiến dịch Ajax). Cuộc đảo chính được tiến hành vì lý do Iran quốc hữu hóa ngành công nghiệp dầu mỏ và nỗi sợ quốc gia này sẽ đứng về phe Liên Xô.
- 7 tháng 9: Nikita Khrushchev trở thành lãnh đạo của Đảng Cộng sản Liên Xô. Đối thủ chính của ông, Lavrentiy Beria, bị hành hình vào tháng 12.
- 4–8 tháng 12: Eisenhower gặp mặt Churchill và Joseph Laniel của Pháp ở Bermuda.

### 1954
- 21 tháng 1: Hoa Kỳ hạ thủy tàu ngầm hạt nhân đầu tiên trên thế giới USS Nautilus.
- 7 tháng 5: Việt Minh đánh bại quân Pháp ở Điện Biên Phủ. Pháp rút khỏi Đông Dương dẫn đến 4 quốc gia độc lập: Campuchia, Lào, Bắc Việt Nam và Nam Việt Nam. Hiệp định Geneva yêu cầu có một cuộc tổng tuyển tự do để thống nhất Việt Nam nhưng không cường quốc phương Tây nào muốn điều này xảy ra vì lo ngại Việt Minh (những người Cộng sản dân tộc) sẽ giành chiến thắng.
- Tháng 5: Cuộc khởi nghĩa Huk ở Philippines thất bại.
- 2 tháng 6: Thượng nghị sĩ Joseph McCarthy cáo buộc cộng sản đã thâm nhập vào CIA và ngành công nghiệp vũ khí nguyên tử.
- 18 tháng 6: Chính phủ cánh tả do dân bầu của Guatemalabị lật đổ trong cuộc đảo chính do CIA hậu thuẫn. Một chính quyền cánh hữu bất ổn được dựng lên. Opposition leads to a guerrilla war with Marxist rebels in which major human rights abuses are committed on all sides. Tuy nhiên, chế độ này vẫn tồn tại cho đến khi kết thúc Chiến tranh Lạnh.
- 8 tháng 7: Tướng Carlos Castillo Armas được bầu làm chủ tịch hội đồng cố vấn, lật đổ chính quyền tổng thống Guatemala Jacobo Arbenz Guzman.
- 11 tháng 8: Khủng hoảng eo biển Đài Loan lần 1 nổ ra. Trung Quốc cộng sản nã pháo vào quần đảo Đài Loan. Người Mỹ quay trở lại Đài Loan và cuộc khủng hoảng được giải quyết khi cả hai bên không leo thang.
- 8 tháng 9: Thành lập Tổ chức Hiệp ước Đông Nam Á (SEATO) bởi Australia, Pháp, New Zealand, Pakistan, Thái Lan, Philippines, Liên hiệp Anh và Hoa Kỳ. Giống như NATO, SEATO ra đời để ngăn chặn cộng sản phát triển tại Philippines và Đông Dương khi đó.

### 1955
- 24 tháng 2: Khối Baghdad được thiết lập bởi Iran, Iraq, Pakistan, Thổ Nhĩ Kỳ và Liên hiệp Anh. Mục đích của nó là ngăn chặn sự mở rộng của chủ nghĩa cộng sản ở Trung Đông.
- Tháng 3: Liên Xô bắt đầu viện trợ cho Syria. Syrian là đồng minh của Liên Xô cho đến khi kết thúc chiến tranh Lạnh.
- Tháng 4: Phong trào Không Liên kết được khởi xướng bởi Jawaharlal Nehru của Ấn Độ, Sukarno của Indonesia, Tito của Nam Tư, Gamal Abdel Nasser của Ai Cập và Kwame Nkrumah của Ghana. Phong trào này ra đời với vai trò làm bức tường thành chống lại "sự phân cực nguy hiểm" của thế giới thời điểm đó và lập lại cán cân quyền lực với những quốc gia yếu thế hơn. Đây là một tổ chức quốc tế gồm những quốc gia cho rằng bản thân họ không chính thức đứng về hoặc chống lại phe nào.
- 9 tháng 5: Tây Đức gia nhập NATO và bắt đầu tái vũ trang.
- 14 tháng 5: Khối Warszawa được thành lập ở Đông Âu bao gồm Đông Đức, Tiệp Khắc, Ba Lan, Hungary, România, Albania, Bulgaria và Liên Xô. Vai trò của nó là làm đối trọng với NATO.
- 15 tháng 5: Nước Áo được trung lập hóa và sự chiếm đóng của quân đồng minh chấm dứt.
- 18 tháng 7: Tổng thống Hoa Kỳ Dwight D. Eisenhower,thủ tướng Liên hiệp Anh Anthony Eden, thủ tướng Liên Xô Nikolai A. Bulganin, và thủ tướng Pháp Edgar Faure, thường được gọi là 'tứ đại', tham dự Hội nghị thượng đỉnh Geneva. Cũng góp mặt trong hội nghị này là Nikita Khrushchev của Liên Xô.

### 1956
- 25 tháng 2: Nikita Khrushchev đã đọc bài diễn văn "Về sùng bái cá nhân và những hậu quả của nó" tại phiên họp kín của Đại hội Đảng Cộng sản Liên Xô lần thứ 20.
- 28 tháng 6: Tại Poznań, Ba Lan, anti-communist protests dẫn đến bạo lực.
- 26 tháng 7: Nasser quốc hữu hóa kênh đào Suez.
- 23 tháng 10: Sự kiện năm 1956 ở Hungary: Hungarians revolt against the Soviet dominated government. They are crushed by the Soviet military, which reinstates a Communist government.
- 29 tháng 10: Khủng hoảng kênh đào Suez: Pháp, Israel và Liên hiệp Anh tấn công Ai Cập với mục đích lật đổ Nasser. Áp lực ngoại giao quốc tế buộc những kẻ tấn công phải rút lui. Lester B. Pearson của Canada thúc giục Liên Hợp Quốc gửi lực lượng gìn giữ hòa bình đến khu vực tranh chấp. Lester B. Pearson giành giải Nobel Hòa bình cho hành động này và sớm trở thành thủ tướng Canada.
- Tháng 12: Những người cộng sản được miền Bắc bảo trợ bắt đầu nổi dậy ở miền Nam Việt Nam.

### 1957
- 5 tháng 1: Học thuyết Eisenhower cho phép Hoa Kỳ phòng vệ Iran, Pakistan và Afghanistan trước ảnh hưởng của chủ nghĩa cộng sản.
- 22 tháng 1: Quân đội Israel rút khỏi bán đảo Sinai, nơi họ đã chiếm đóng một năm trước.
- 2 tháng 5: Thượng nghị sĩ Joseph McCarthy qua đời do bệnh tật và chứng nghiện rượu.
- 1 tháng 10: The Strategic Air Command initiates 24/7 nuclear alert (continuous until termination in 1991) in anticipation of a Soviet ICBM surprise attack capability.
- 4 tháng 10: Phóng vệ tinh Sputnik.
- 3 tháng 11: Phóng Sputnik 2 mang theo sinh vật còn sống đầu tiên, Laika, lên vũ trụ.
- 7 tháng 11: Báo cáo cuối cùng từ một ủy ban đặc biệt do Tổng thống Dwight D. Eisenhower triệu tập để đánh giá năng lực phòng thủ của quốc gia chỉ ra rằng Hoa Kỳ đang kém xa Liên Xô về tiềm lực tên lửa, và thúc giục có một chiến dịch khổng lồ nhằm xây dựng những hầm trú ẩn phóng xạ để bảo vệ công dân Mỹ.
- 15 tháng 11: Lãnh đạo Liên Xô Nikita Khrushchev tuyên bố rằng tên lửa Liên Xô vượt trội so với Mỹ và thách thức Hoa Kỳ bắn thi tên lửa để minh chứng cho lời ông nói.

### 1958
- 14 tháng 7: Cuộc đảo chính ở Iraq, the 14 July Revolution, xóa bỏ nền quân chủ thân Anh. Iraq bắt đầu nhận viện trợ từ Liên Xô. Iraq sẽ giữ mối quan hệ gần gũi với Liên Xô trong suốt chiến tranh Lạnh.
- 23 tháng 8: Khủng hoảng eo biển Đài Loan lần 2 nổ ra khi Trung Quốc bắt đầu ném bom Kim Môn.
- Tháng 8: Tên lửa Thor IRBM được triển khai ở Anh, có tầm bắn đến Moscow.
- Tháng 9: Một máy bay do thám C-130 của Mỹ bị bắn hạ ở Armenia bởi Mig-17 khiến 17 người thương vong.[5]
- 4 tháng 10: Cơ quan Hàng không Vũ trụ Quốc gia (NASA) được thành lập.
- Tháng 11: Bắt đầu cuộc khủng hoảng Berlin lần 2, Nikita Khrushchev yêu cầu phương Tây rời khỏi Berlin.

### 1959
- 1 tháng 1: Cách mạng Cuba: Fidel Castro trở thành nhà lãnh đạo của Cuba. Các phong trào du kính lấy cảm hứng từ Cuba nổ ra khắp Mỹ Latin.
- 24 tháng 3: Chính quyền Cộng hòa mới của Iraq rời bỏ Central Treaty Organization
- 24 tháng 5: Cựu ngoại trưởng Mỹ John Foster Dulles qua đời vì ung thư.
- 24 tháng 7: Trong lễ khai mạc Triển lãm Quốc gia Hoa Kỳ ở Moscow, phó tổng thống Mỹ Richard Nixon và thủ tướng Liên Xô Nikita Khrushchev công khai tranh luận về tiềm lực của mỗi bên. Cuộc đối thoại này được gọi là Kitchen Debate.
- 7 tháng 8: Phóng Explorer 6 lên quỹ đạo để chụp ảnh Trái Đất.
- Tháng 9: Khrushchev thăm Mỹ 13 ngày và từ chối đến Disneyland. Thay vào đó, ông đến thăm SeaWorld.[6]
- Tháng 12: Thành lập Mặt trận Dân tộc Giải phóng Miền Nam Việt Nam (phía Mỹ gọi là Việt Cộng) tại miền Bắc Việt Nam. Phong trào cộng sản này có nhiệm vụ lật đổ chế độ độc tài chống cộng ở miền Nam. Nó được tri viện rất lớn từ miền Bắc và Liên Xô.

## Thập niên 1960

### 1960
- 16 tháng 2: Pháp thử nghiệm thành công quả bom nguyên tử đầu tiên, có tên là Gerboise Bleue, ở trung tâm sa mạc Sahara thuộc Algerie.
- tháng 4: Jupiter IRBM được triển khai ở Italy, đặt những tên lửa hạt nhân trong tầm tấn công đến Moscow (cũng như hệ thống tên lửa Thor IRBM triển khai ở Anh).
- 1 tháng 5: Phi công Hoa Kỳ Francis Gary Powers bị bắn hạ khi đang lái chiếc Lockheed U-2 do thám trên bầu trời Liên Xô, dẫn đến kết quả là sự kiện U-2, một nỗi xấu hổ đối với Thủ tướng Eisenhower.
- tháng 6: Chia rẽ Trung – Xô: Giới lãnh đạo Trung Quốc, tức giận vì bị coi như "đồng chí cấp dưới" của Liên Xô, tuyên bố về một chủ nghĩa cộng sản tối ưu kiểu Trung Quốc và bắt đầu tranh giành ảnh hưởng với Liên Xô.
- 31 tháng 7: Khởi nghĩa Mã Lai của những người Cộng sản bị đè bẹp.
- 9 tháng 8: Pathet Lào bắt đầu nổi dậy ở Lào.

### 1961
- 3 tháng 1: Dwight D. Eisenhower đóng cửa đại sứ quán Mỹ ở La Habana và cắt đứt quan hệ ngoại giao với Cuba.
- 20 tháng 1: John F. Kennedy trở thành tổng thống Hoa Kỳ.
- 4 tháng 2: Những người dân tộc chủ nghĩa Angola bao gồm cả những người cộng sản bắt đầu nổi dậy chống chế độ thực dân Bồ Đào Nha.
- 12 tháng 4: Yuri Gagarin trở thành người đầu tiên du hành vào không gian và bay quanh Trái Đất khi Liên Xô phóng thành công Vostok 1.
- 17–19 tháng 4: Sự kiện Vịnh Con Lợn: Một cuộc xâm lược Cuba của những kẻ phản cách mạng do CIA hậu thuẫn kết thúc trong thất bại.
- 25 tháng 5: John F. Kennedy thông báo về tham vọng đưa người lên mặt trăng của Mỹ - khởi động chương trình Apollo.
- 4 tháng 6: Kennedy gặp mặt Khrushchev ở Vienna.
- Tháng 6: Jupiter IRBM bắt đầu được triển khai ở Thổ Nhĩ Kỳ, kết nối với hệ thống tên lửa Jupiter được triển khai ở Italy cũng như Thor IRBM triển khai ở Anh. Đây là những tên lửa hạt nhân được đặt trong tầm tấn công đến Moscow.
- 13 tháng 8: Bức tường Berlin được Liên Xô xây dựng sau khi những cuộc đối thoại về tương lai nước Đức đổ vỡ.
- 17 tháng 8: Mỹ bắt đầu viện trợ cho Mỹ Latin trong cái gọ là Liên minh vì Tiến bộ.
- 17 tháng 10: Đại hội lần thứ 22 đảng Xô Viết tổ chức ở Liên Xô.
- 27 tháng 10: Khởi đầu vụ đụng độ ở trạm kiểm soát Charlie (ở bức tường Berlin) giữa xe tăng Mỹ và Liên Xô.
- 31 tháng 10: Liên Xô cho nổ Bom Sa hoàng, vũ khí nhiệt hạch uy lực nhất từng được thử nghiệm, với đương lượng nổ khoảng 50 megaton.
- 1 tháng 12: Liên Xô tái thử nghiệm vũ khí hạt nhân trong khí quyển.
- 2 tháng 12: Fidel Castro công khai nhận mình là người theo chủ nghĩa Marx-Lenin.

### 1962
- 10 tháng 2: Phi công Hoa Kỳ Francis Gary Powers được trao trả để đổi lấy điệp viên cao cấp KGB đại tá Rudolf Abel.
- 20 tháng 7: Tính trung lập của Lào được chính thức hóa thông qua một thoả thuận quốc tế nhưng Bắc Việt Nam từ chối rút quân khỏi Lào.  Lưu trữ ngày 8 tháng 1 năm 2007 tại Wayback Machine
- 8 tháng 9: Chiến tranh Trung-Ấn: Quân đội Trung Quốc tấn công Ấn Độ, yêu sách hàng loạt khu vực biên giới.
- 16 tháng 10: Khủng hoảng Tên lửa Cuba: Liên Xô đã bí mật thiết lập nhiều căn cứ quân sự, gồm cả vũ khí hạt nhân, ở Cuba, cách lục địa Hoa Kỳ khoảng 90 dặm. Kennedy ra lệnh "cách ly" (phong tỏa hàng hải) đảo quốc này khiến khủng hoảng tăng cao và đẩy Hoa Kỳ và Liên Xô đến bờ vực của chiến tranh hạt nhân. Cuối cùng cả hai phía đạt được một thỏa thuận. Liên Xô đồng ý rút những tên lửa hạt nhân của họ khỏi Cuba, đổi lấy một thỏa thuận ngầm với Kennedy về việc rút những quả tên lửa tương tự của Mỹ khỏi Thổ Nhĩ Kỳ và đảm bảo Hoa Kỳ sẽ không chống lại chế độ Castro.
- 21 tháng 11: Chấm dứt chiến tranh Himalaya.Trung Quốc chiếm được một dải đất nhỏ của Ấn Độ. Cuộc chiến đã tác động đến Ấn Độ, một trong những nước đi đầu trong phong trào không liên kết, khiến nước này liên kết sâu rộng với Liên Xô trong một thập kỷ tiếp theo.

### 1963
- 20 tháng 6: Hoa Kỳ đồng ý thiết lập đường dây nóng với Liên Xô, do đó cho phép liên lạc trực tiếp giữa hai nước.
- 21 tháng 6: Pháp tuyên bố rút hải quân của mình khỏi hạm đội Bắc Đại Tây Dương của NATO.
- 25 tháng 7: The Partial Test Ban Treaty được ký kết giữa Liên Xô, Anh và Mỹ, cấm thử nghiệm vũ khí hạt nhân ở bất cứ đâu trừ dưới lòng đất.
- 2 tháng 11: Tổng thống Việt Nam Cộng Hòa Ngô Đình Diệm bị thiệt mạng trong một cuộc đảo chính, có khả năng có sự dính líu của CIA.
- 22 tháng 11: John F. Kennedy bị bắt chết tại Dallas bởi Lee Harvey Oswald. There is much speculation over whether communist countries, or even the CIA, were involved in his assassination, but none of it is ever proven. Kennedy's vice-president Lyndon B. Johnson becomes President of the United States.

### 1964
- Không rõ ngày: 1964 decision of the Soviet Politburo to increase spending on terrorism by one thousand percent[5]
- 30 tháng 3/ 1 tháng 4: A military-led coup d'état overthrows democratically elected president João Goulart in Brasil. Goulart's proposals, such as land reform and bigger control of the state in the economy, were seen as "communist", though he was from the labour party.
- 20 tháng 4: US President Lyndon Johnson in New York, and Soviet Premier Nikita Khrushchev in Moscow, announce simultaneously plans to cut back production of materials for making nuclear weapons.
- 4 tháng 8: Tổng thống Hoa Kỳ Lyndon B. Johnson tuyên bố rằng các tàu hải quân Việt Nam Dân chủ Cộng hòa đã tấn công hai tàu khu trục Mỹ tại Vịnh Bắc Bộ. Although there was a first attack, it was later proven that American vessels had entered North Vietnamese territory, and the second attack is proved unfounded. Sự kiện Vịnh Bắc Bộ dẫn đến việc Mỹ nhúng tay vào chiến tranh Việt Nam, sau khi có Nghị quyết vịnh Bắc Bộ.
- 14 tháng 10: Leonid Brezhnev kế nhiệm Khrushchev trở thành Tổng Bí thư Đảng Cộng sản Liên Xô
- 16 tháng 10: Trung Quốc thử nghiệm quả bom nguyên tử đầu tiên của mình. Việc này đã đưa Trung Quốc trở thành quốc gia thứ năm trên thế giới sở hữu vũ khí hạt nhân.

### 1965
- 8 tháng 3: Quân đội Mỹ xây dựng lực lượng để phòng thủ miền Nam Viẹt Nam. Miền Bắc cũng đưa lực lượng của mình vào cuộc chiến. Mỹ bắt đầu ném bom liên tục miền Bắc.
- 28 tháng 4: Quân đội Hoa Kỳ xâm lược Cộng hòa Dominica để ngăn chặn một cuộc tiếp quản của cộng sản giống như đã xảy ra ở Cuba.
- 15 tháng 8: Chiến tranh Ấn Độ-Pakistan lần 2.
- 23 tháng 9: Chiến tranh Ấn Độ-Pakistan lần 2 kết thúc bằng một thỏa thuận ngừng bắn.
- 30 tháng 9: Sáu tướng lĩnh Indonesia bị giết trong Phong trào 30 tháng 9.
- 11 tháng 11: Chính phủ thuộc địa Rhodesia dưới sự lãnh đạo của Ian Douglas Smith đơn phương tuyên bố độc lập.
- 14 tháng 11: Trận Ia Đrăng, trận đánh lớn đầu tiên giữa quân Mỹ và quân chính quy Việt Nam.

### 1966
- 10 tháng 3: Pháp rút khỏi bộ chỉ huy NATO.
- 8 tháng 5: Trung Quốc cộng sản cho nổ thiết bị hạt nhân thứ ba.
- 26 tháng 8: Chiến tranh biên giới Nam Phi nổ ra.

### 1967
- 25 tháng 4: 33 quốc gia Mỹ Latin và Caribbe ký Hiệp ước Tlatelolco ở thành phố Mexico, nhằm ngăn cấm vũ khí hạt nhân ở Mỹ Latin và Caribbe.
- 12 tháng 3: Tướng Suharto lật đổ thành công tổng thống Indonesia Sukarno.
- 23 tháng 5: Ai Cập đóng cửa eo biển Tiran, trục xuất lực lượng gìn giữ hòa bình của Liên Hợp Quốc và chuyển quân đến bán đảo Sinai để chuẩn bị tấn công Israel.
- 25 tháng 5: Nổi loạn tại Naxalbari, India marking the expansion of Maoism as a violent, chống Mỹ và chống Liên Xô, phong trào cách mạng tại một số quốc gia đang phát triển.
- 5 tháng 6: Để đáp lại sự gây hấn của Ai Cập, Israel xâm lược bán đảo Sinai, khởi đầu chiến tranh 6 ngày.
- 23 tháng 6: Tổng thống Mỹ Lyndon B. Johnson gặp thủ tướng Liên Xô Alexei Kosygin tại Glassboro, New Jersey trong cuộc họp thượng đỉnh 3 ngày.
- 8 tháng 8: Tuyên bố Bangkok được đưa ra nhằm dập tắt mối đe dọa từ chủ nghĩa cộng sản ở Đông Nam Á.
- 29 tháng 11: Robert McNamara tuyên bố sẽ từ chức Ngoại trưởng Hoa Kỳ để nhậm chức chủ tịch Ngân hàng Thế giới.

### 1968
- 30 tháng 1: Sự kiện Tết Mậu Thân nổ ra tại miền nam Việt Nam.
- 31 tháng 3: Johnson tạm dừng việc ném bom miền bắc Việt Nam và tuyên bố mình đang chạy đua cho chiến dịch tranh cử lần hai.
- 8 tháng 6: Sự kiện Tết Mậu Thân kết thúc; trong khi quân đội Mỹ giành thắng lợi, nổi lên sự nghi ngại về những cơ hội quân sự của Mỹ ở Việt Nam.
- 1 tháng 7: Hiệp ước không phổ biến vũ khí hạt nhân (NPT) bắt đầu được ký kết.
- 20 tháng 8: Những cải cách của mùa xuân Prague Reforms in Communist Czechoslovakia result in Warsaw Pact intervention to crush them.
- 23 tháng 12: Thuyền trưởng và thủy thủ đoàn tàu USS Pueblo được Triều Tiên trả tự do.

### 1969
- 20 tháng 1: Richard Nixon trở thành tổng thống Hoa Kỳ.
- 2 tháng 3: Xung đột biên giới giữa Liên Xô và Trung Quốc.
- 17 tháng 3: Hoa Kỳ bắt đầu ném bom nơi ẩn náu của cộng sản ở Campuchia.
- 20 tháng 7: Hoa Kỳ lần đầu tiên đưa người đặt chân lên mặt trăng, với Apollo 11. Phi hành đoàn gồm Neil Armstrong, "Buzz" Aldrin, và Michael Collins.
- 25 tháng 7: Mỹ bắt đầu chiến lược "Việt Nam hóa chiến tranh", rút dần quân Mỹ khỏi Việt Nam và đặt gánh nặng chiến đấu lên vai lính Việt Nam Cộng hòa.
- 1 tháng 9: Muammar al-Gaddafi lật đổ chế độ quân chủ Libya và trục xuất các nhân viên Anh và Mỹ. Libya đứng về phe Liên Xô.

## Thập niên 1970

### 1970
- 5 tháng 3: Hiệp ước không phổ biến vũ khí hạt nhân, đã được một số quốc gia trong đó có Anh, Liên Xô và Hoa Kỳ phê chuẩn, bắt đầu có hiệu lực.
- 18 tháng 3: Lon Nol nắm chính quyền ở Campuchia, muốn kết thúc sự hiện diện của Bắc Việt ở Campuchia. Khmer Đỏ và Cộng sản Việt Nam tấn công chế độ mới này.
- 24 tháng 10: Salvador Allende trở thành tổng thống Chile sau khi được quốc hội Chile phê chuẩn.
- 18 tháng 11: Hoa Kỳ bắt đầu viện trợ cho Campuchia để giúp đỡ chính quyền mới của Lon Nol.

### 1971
- 8 tháng 2: Quân đội Việt Nam Cộng Hòa tiến vào Lào để cắt đứt đường mòn Hồ Chí Minh trong một thời gian ngắn.
- 25 tháng 3: Chiến tranh Ấn Độ-Pakistan lần ba, Bangladesh giành độc lập từ Pakistan.
- 3 tháng 9: Đồng thuận tứ cường Berlin được ký kết bởi Anh, Pháp, Mỹ, Liên Xô.
- 11 tháng 9: Nikita Khrushchev qua đời.
- 25 tháng 10: Đại hội đồng Liên Hợp Quốc thông qua Nghị quyết 2758, thừa nhận Cộng hòa Nhân dân Trung Quốc là chính thể hợp pháp duy nhất ở Trung Quốc.
- 16 tháng 12: Liên quân Bangladesh và Ấn Độ đánh bại Pakistan chiến tranh giành tự do của Bangladesh. Bangladesh được chính thức thừa nhận bởi khối phía Đông.

### 1972
- 21 tháng 2: Richard Nixon thăm Trung Quốc, chuyến thăm đầu tiên của một tổng thống Mỹ kể từ khi thành lập Cộng hòa Nhân dân Trung Quốc.
- 30 tháng 3: Cộng hoà Miền Nam Việt Nam bắt đầu tiến công ở miền Nam Việt Nam và chỉ bị đẩy lùi bởi quân đội miền nam với sự hỗ trợ lớn về đường không của Hoa Kỳ.
- 26 tháng 5: Đồng thuận trong cuộc đối thoại Giải trừ Vũ khí Chiến lược (SALT I) đánh dấu việc bắt đầu giữa Hoa Kỳ và Liên Xô.
- 1 tháng 9: Bobby Fischer đánh bại kỳ thủ người Nga Boris Spassky trong một ván cờ vua diễn ra ở Reykjavík, Iceland và trở thành nhà vô địch cờ vua thế giới đầu tiên của Mỹ.
- 2–28 tháng 9: Summit Series, một loạt các trận đấu khúc côn cầu trên băng giữa Canada và Liên Xô.
- 18 tháng 12: Richard Nixon tuyên bố bắt đầu chiến dịch ném bom rải thảm Bắc Việt Nam.

### 1973
- 27 tháng 1: Hiệp định Paris 1973 chấm dứt sự can thiệp của Mỹ vào chiến tranh Việt Nam. Quốc hội Mỹ ngừng cấp tài chính cho việc ném bom liên tục ở Đông Dương.
- 11 tháng 9: Đảo chính Chile — Tổng thống được bầu cử theo đường lối xã hội chủ nghĩa của Chile, Salvador Allende, bị lật đổ và tự sát trong một cuộc đảo chính quân sự lãnh đạo bởi Tướng Augusto Pinochet được Hoa Kỳ hỗ trợ.
- 6 tháng 10: Chiến tranh Yom Kippur — Ai Cập và Syria tấn công Israel, chiến tranh kết thúc với một hiệp định ngừng bắn.
- 22 tháng 10: Ai Cập chuyển sang phe của Hoa Kỳ với việc chấp nhận đề nghị ngừng bắn của Mỹ trong cuộc chiến tháng 10 năm 1973.
- 11 tháng 11: Liên Xô tuyên bố rằng để phản đối việc lật đổ chính quyền tổng thống Chile Salvador Allende, Liên Xô sẽ không thi đấu với đội tuyển Chile trong khuôn khổ vòng loại giải World Cup bóng đá.

### 1974
- 12 tháng 9: Quốc vương thân phương tây của Ethiopia, Haile Selassie, bị lật đổ bởi một hội đồng quân sự theo chủ nghĩa Marx được gọi là Derg.
- 9 tháng 8: Gerald Ford trở thành tổng thống Hoa Kỳ sau khi Nixon từ chức.

### 1975
- 17 tháng 4: Cộng sản Khmer Đỏ lên nắm quyền Campuchia; sau đó thực hiện tội ác diệt chủng.
- 30 tháng 4: Sự kiện 30 tháng 4 chấm dứt chiến tranh Việt Nam.
- 29 tháng 11: Pathet Lào nắm quyền ở Lào.
- 12 tháng 5: Sự kiện Mayagüez: Khmer Đỏ bắt giữ một tàu hải quân Mỹ, buộc Mỹ phải hành động để giải thoát cho con tàu và thủy thủ đoàn. Cuối cùng, thủy thủ đoàn đã được trả tự do.
- 25 tháng 6: Bồ Đào Nha rút khỏi Angola và Mozambique khi chính phủ Marxist ở đây ra đời, trong đó Angola được quân đội Cuba hậu thuẫn. Nội chiến nhấn chìm cả hai quốc gia và kéo theo sự tham gia của Angola, Mozambique, Nam Phi và Cuba, cùng với sự hỗ trợ từ các siêu cường cho những nước cùng ý thức hệ.
- Tháng 7: Dự án thử nghiệm Apollo–Soyuz diễn ra. Đây là chuyến bay chung đầu tiên của Liên Xô và Mỹ. Sứ mệnh này được xem là biểu tượng cho việc giảm căng thẳng và kết thúc "chạy đua vào không gian".
- 1 tháng 8: Mỹ, Canada, Liên Xô và châu Âu ký Hiệp định Helsinki tại Hội nghị An ninh và Hợp tác châu Âu

### 1976
- 8 tháng 1: Thủ tướng Trung Quốc Chu Ân Lai qua đời vì ung thư.
- 24 tháng 3: Đảo chính ở Argentina. Bắt đầu một cuộc nội chiến chống lại du kích Argentina.
- 2 tháng 7:Việt Nam tái thống nhất ở hoà bình thành 1 quốc gia
- 20 tháng 7: Quân nhân Hoa Kỳ rút khỏi Thái Lan.
- 1 tháng 9: Thành lập câu lạc bộ Safari.
- 9 tháng 9: Mao Trạch Đông chết.

### 1977
- 1 tháng 1: Nhiều trí thức Czech cùng ký vào Hiến chương 77 trong đó có Václav Havel.
- 20 tháng 1: Jimmy Carter trở thành tổng thống Hoa Kỳ.
- Tháng 6: SEATO chính thức tan rã sau khi Pháp rút khỏi tổ chức.
- 6 tháng 6: Ngoại trưởng Hoa Kỳ Cyrus Vance assures skeptics that the Carter administration will hold the Soviet Union accountable for its recent crackdowns on human rights activists.
- 23 tháng 7: chiến tranh Ogaden nổ ra khi Somalia tấn công Ethiopia.

### 1978
- 15 tháng 3: Chiến tranh Ogaden kết thúc bằng một lệnh ngừng bắn.
- 27 tháng 4: Chính phủ của tổng thống Afghanistan Sardar Mohammed Daoud bị lật đổ khi ông bị giết trong một vụ đảo chính được lãnh đạo bởi những phiến quân thân cộng sản.
- 25 tháng 12: Một chính quyền cộng sản được thành lập ở Afghanistan.

### 1979
- 7 tháng 1: Việt Nam hạ bệ Khmer Đỏ và thành lập một chính phủ thân Việt Nam và thân Liên Xô.
- 17 tháng 2: Chiến tranh Việt-Trung, Trung Quốc muốn "dạy cho Việt Nam một bài học" vì đã đưa quân vào Campuchia.
- 16 tháng 1: Cách mạng Iran lật đổ Shah thân phương Tây Mohammed Reza Pahlavi and installs a theocracy under Ayatollah Khomeini. Kết quả là CENTO tan rã.
- 9 tháng 5: Chiến tranh nổ ra ở El Salvador giữa những người Marxist và chính phủ do Mỹ hậu thuẫn.
- 2 tháng 6: Giáo hoàng John Paul II bắt đầu chuyến thăm đầu tiên đến quê hương Ba Lan của mình.
- 18 tháng 6: Tổng thống Jimmy Carter và nhà lãnh đạo Liên Xô, Leonid Brezhnev, ký kết thỏa thuận SALT II, phác thảo những giới hạn và nguyên tắc cho vũ khí hạt nhân.
- 3 tháng 7: Tổng thống Carter ký chỉ thị đầu tiên cho phép viện trợ tài chính cho phe đối lập của chính quyền thân Liên Xô ở Kabul, Afghanistan.[7]
- 17 tháng 7: Những người cách mạng Marxist do Sandinista lãnh đạo đã hạ bệ chế độ độc tài Somoza do Mỹ hậu thuẫn ở Nicaragua. Cuộc nổi dậy Contras diễn ra không lâu sau đó.
- Tháng 9: Nur Mohammed Taraki, tổng thống theo chủ nghĩa Marx của Afghanistan, bị phế truất và xử tử. Thủ tướng Hafizullah Amin lên làm tổng thống.
- 4 tháng 11: Các sinh viên Hồi giáo cực đoan Iran chiếm đóng đại sứ quán Hoa Kỳ để ủng hộ Cách mạng Iran. Khủng hoảng con tin Iran kéo dài đến tận ngày 20 tháng 1 năm 1981.
- 12 tháng 12: NATO Double-Track Decision, the alliance decides to deploy LRTNF and to negotiate arms control on the same systems.
- 24 tháng 12: Liên Xô xâm lược Afghanistan để hất cẳng Hafizullah Amin.

## Thập niên 1980

### 1980
- 22 tháng 2: Đội tuyển Olympic hockey Hoa Kỳ đánh bại đội tuyển Liên Xô trong trận bán kết để giành quyền vào chơi trận chung kết với Phần Lan. Sự kiện này thường được gọi là "phép màu trên băng".
- 21 tháng 3: Hoa Kỳ và đồng minh của mình tẩy chay thế vận hội Mùa hè 1980 diễn ra từ ngày 19 tháng 7 đến 3 tháng 8 tại Moscow.
- 4 tháng 5: Josip Broz Tito, nhà lãnh đạo theo chủ nghĩa cộng sản của Nam Tư từ năm 1945, qua đời ở tuổi 88 tại Belgrade.
- 31 tháng 8: Tại Ba Lan, Hiệp ước Gdańsk được ký kết sau một làn sóng các cuộc bãi công khởi đầu từ xưởng đóng tàu Lenin ở Gdańsk. Hiệp ước tăng cường các quyền công dân, ví dụ cho phép thành lập một liên minh thương mại độc lập không bị đảng cộng sản kiểm soát.

### 1981
- 20 tháng 1: Ronald Reagan nhậm chức Tổng thống thứ 40 của nước Mỹ. Reagan được bầu cử dựa trên lập trường không nhượng bộ hòa dịu.
- 20 tháng 1: Khủng hoảng con tin Iran kết thúc.
- 19 tháng 8: Sự kiện Vịnh Sidra: các máy bay của Libya tấn công các máy bay phản lực Hoa Kỳ ở vịnh Sidra, nơi mà Libya đã thôn tính bất hợp pháp. Hai máy bay Libya bị bắn hạ; Mỹ không bị tổn thất gì.
- 27 tháng 10: Một tàu ngầm Liên Xô bị mắc cạn không xa căn cứ hải quân Thụy Điển ở Karlskrona.
- 23 tháng 11: Cục Tình báo Trung ương Mỹ (CIA) bắt đầu hỗ trợ contras chống lại Sandinista.
- 13 tháng 12: Tướng cộng sản Wojciech Jaruzelski ra lệnh thiết quân luật ở Ba Lan, hạn chế rất nhiều đời sống thường nhật, nhằm đàn áp Công đoàn Đoàn kết và các đối thủ chính trị chống chính quyền cộng sản.

### 1982
- 24 tháng 2: Tổng thống Ronald Reagan tuyên bố "sáng kiến Lòng chảo Caribbe" để ngăn cản lực lượng cộng sản lật đổ các chính phủ trong khu vực.
- 2 tháng 4: Argentina xâm chiếm quần đảo Falkland, khởi đầu chiến tranh Falkland.
- 30 tháng 5: Tây Ban Nha gia nhập NATO.
- 6 tháng 6: Israel xâm lược Liban để chấm dứt những cuộc xung đột và đột kích với quân đội Syria đóng ở đây.
- 14 tháng 6: Quần đảo Falkland được lực lượng đặc nhiệm của Anh tái chiếm. Kết thúc chiến tranh Falkland.
- 10 tháng 11: Leonid Brezhnev qua đời.
- 14 tháng 11: Yuri Andropov trở thành Tổng Bí thư Đảng Cộng sản Liên Xô.

### 1983
- Tháng 1: Điệp viên Liên Xô Dieter Gerhardt bị bắt ở New York.
- 8 tháng 3: Trong bài phát biểu trước Hiệp hội Kinh Phúc âm Quốc gia, Reagan gọi Liên Xô là "đế quốc ma quỷ".
- 23 tháng 3: Ronald Reagan đề xuất Sáng kiến Phòng thủ Chiến lược (SDI hay "Star Wars").
- 1 tháng 9: Chuyến bay 007 của Korean Air Lines chở 269 hành khách và phi hành đoàn bao gồm nghị sĩ Mỹ Larry McDonaldxâm phạm không phận Liên Xô và bị bắn hạ.
- 25 tháng 10: Quân đội Mỹ tấn công hòn đảo Caribbe Grenada nhằm lật đổ chính quyền quân sự Marxist, trục xuất binh lính Cuba và dỡ bỏ công trình đường băng do Liên Xô viện trợ.
- 2 tháng 11: Diễn tập quân sự Able Archer 83 — Soviet anti-aircraft misinterpret a test of NATO's nuclear warfare procedures as a fake cover for an actual NATO attack; in response, Soviet nuclear forces are put on high alert.

### 1984
- Tháng 1: Tổng thống Mỹ Ronald Reagan tóm tắt chính sách đối ngoại, chính sách này củng cố những tuyên bố trước đó của ông.
- 13 tháng 2: Konstantin Chernenko trở thành Tổng Bí thư Đảng Cộng sản Liên Xô.
- 28 tháng 7: Nhiều quốc gia đồng minh của Liên Xô tẩy chay thế vận hội Mùa hè 1984 (28 tháng 7 - 12 tháng 8) ở Los Angeles.
- 16 tháng 12: Margaret Thatcher và chính phủ Anh, in a plan to open new channels of dialog with Soviet leadership candidates, gặp mặt Mikhail Gorbachev tại Chequers.

### 1985
- 11 tháng 3: Mikhail Gorbachev trở thành lãnh đạo Liên bang Xô viết.
- 6 tháng 8: Trùng vào lễ kỷ niệm lần thứ 40 sự kiện ném bom nguyên tử xuống Hiroshima và Nagasaki, Liên Xô bắt đầu đơn phương tạm ngừng 5 tháng trong việc thử nghiệm vũ khí hạt nhân (đã thông báo trước). Chính quyền Reagan chỉ nhìn nhận động thái này chẳng gì khác là nhằm tuyên truyền và từ chối làm theo. Gorbachev vài lần tuyên bố gia hạn thời gian tạm dừng nhưng Hoa Kỳ không đáp lại và việc tạm dừng này kết thúc vào ngày 5 tháng 2 năm 1987.
- 21 tháng 11: Reagan và Gorbachev lần đầu gặp mặt tại Hội nghị thượng định ở Geneva, Thụy Sĩ. Tại đây, hai nhà lãnh đạo đã nhất trí sẽ có 2 (sau này là 3) hội nghị thượng đỉnh khác.

### 1986
- 13 tháng 2: Pháp mở chiến dịch Épervier (chim cắt) nhằm đẩy lùi cuộc tiến quân của Libya vào Chad.
- 25 tháng 2: Cách mạng Lực lượng Nhân dân nắm quyền lực ở Philippines, lật đổ Ferdinand Marcos, kẻ độc tài từ năm 1965. Corazon Aquino trở thành nữ tổng thống đầu tiên của nước này.
- 15 tháng 4: Hoa Kỳ ném bom Libya trong chiến dịch Hẻm núi El Dorado.
- 26 tháng 4: Thảm họa Chernobyl: Một nhà máy điện hạt nhân Liên Xô ở Ukraine phát nổ, dẫn đến tai nạn nhà máy điện hạt nhân tồi tệ nhất trong lịch sử.
- 11–12 tháng 10: Hội nghị thượng đỉnh Reykjavik: A breakthrough in nuclear arms control.
- 17 tháng 10: Ronald Reagan signs into law an act of Congress approving $100 million of military and "humanitarian" aid for the Contras.
- November 3: Vấn đề Iran-Contra: Chính quyền Reagan công khai thông báo rằng it has been selling arms to Iran in exchange for hostages and illegally transferring the profits to the Contra rebels in Nicaragua.

### 1987
- 16 tháng 1: Natives within the Party who oppose his policies of economic redevelopment (Perestroika). It is Gorbachev's hope that through initiatives of openness, debate and participation, that the Soviet people will support Perestroika.
- 12 tháng 6: Trong chuyến thăm đến Berlin, Đức, tổng thống Mỹ Ronald Reagan có câu nói nổi tiếng thách thức thủ tướng Liên Xô Mikhail Gorbachev: "Ngài Gorbachev, hãy phá đổ bức tường này!" (Bức tường Berlin).
- 10 tháng 9: Mở màn trận Cuito Cuanavale, Angola.
- 18 tháng 11: Sau gần một năm nghe ngóng vụ bê bối Iran-Contra, Ủy ban Điều tra chung của Quốc hội đưa ra báo cáo cuối cùng của mình. Nó kết luận rằng vụ bê bối, liên quan đến một kế hoạch phức tạp nhờ đó một phần ngân quỹ từ việc bán vũ khí bí mật cho Iran đã được sử dụng để hỗ trợ tài chính cho Contra chống lại chính quyền Sandinista ở Nicaragua, đã phơi bày "bí mật, sự lừa dối và coi thường pháp luật" của chính phủ Ronald Reagan.
- 8 tháng 12: Hiệp ước Intermediate-Range Nuclear Forces được ký kết ở Washington, D.C. bởi tổng thống Mỹ Ronald Reagan và lãnh đạo Liên Xô Mikhail Gorbachev, sau đó được một số người coi là dấu chấm hết chính thức cho chiến tranh Lạnh. Gorbachev đồng ý tiến đến hiệp ước START I.

### 1988
- 22 tháng 2: Hai tàu tuần dương Mỹ U.S.S. Yorktown (CG-48) và U.S.S. Caron (DD-970) bị đâm ngoài khơi bán đảo Krym sau khi đi vào lãnh hải Liên Xô.
- 11 tháng 5: Kim Philby (Harold Adrian Russell Philby), điệp viên cao cấp của Anh đào ngũ sang Liên Xô, qua đời ở Moscow.
- 15 tháng 5: Quân đội Liên Xô bắt đầu rút khỏi Afghanistan.
- 29 tháng 5-1 tháng 6: Reagan gặp mặt Gorbachev tại Moscow. INF Treaty ratified. Khi được hỏi liệu ông có còn cho rằng Liên Xô là một đế quốc ma quỷ, Reagan trả lời rằng khi đó ông đang nói về "giai đoạn khác, thời kỳ khác."
- 6 tháng 11: Nhà khoa học và cũng là nhà hoạt động nhân quyền nổi tiếng Liên Xô Andrei Sakharov bắt đầu chuyến viếng thăm hai tuần đến Hoa Kỳ.
- 22 tháng 12: Nam Phi rút quân khỏi Tây Nam Phi (Namibia).

### 1989
- 4 tháng 1: Sự kiện Vịnh Sidra giữa Hoa Kỳ và Libya, tương tự như sự kiện Vịnh Sidra năm 1981.
- 20 tháng 1: George H. W. Bush trở thành tổng thống thứ 41 của Hoa Kỳ.
- 2 tháng 2: Quân đội Xô Viết rút khỏi Afghanistan.
- 4 tháng 6: Thảm sát Thiên An Môn: Chính quyền Trung Quốc đàn áp người biểu tình Bắc Kinh dẫn đến rất nhiều người chết.
- 4 tháng 6: Các cuộc bầu cử bán tự do ở Ba Lan cho thấy Đảng Cộng sản hoàn toàn không được ủng hộ; Công đoàn Đoàn kết giành được toàn bộ số ghế hiện có trong Quốc hội và 99% tại Thượng viện.
- Tháng 8: Quốc hội Ba Lan bầu Tadeusz Mazowiecki làm lãnh đạo của chính quyền phi cộng sản đầu tiên trong khối phía Đông.
- 18 tháng 10: Sửa đổi Hiến pháp Hungary, cho phép đa đảng và bầu cử tự do.
- 18 tháng 10: Gần 20 năm cầm quyền của nhà lãnh đạo cộng sản Erich Honecker chấm dứt tại Đông Đức.
- 9 tháng 11: Liên Xô và Đông Âu sụp đổ: Liên Xô cải tổ và tình trạng vỡ nợ ở Liên Xô đã cho phép Đông Âu nổi dậy chống lại các chính quyền cộng sản ở đó. Bức tường Berlin bị chọc thủng khi phát ngôn viên Bộ Chính trị, Günter Schabowski, do không được thông tin đầy đủ về cách thức hoặc tiến trình của việc dỡ bỏ lệnh hạn chế đi lại mới đạt được khi đó, thông báo nhầm trong một cuộc họp báo ở Đông Đức rằng biên giới đã được mở cửa.
- 3 tháng 12: Cuối hội nghị thượng đỉnh Malta, nhà lãnh đạo Liên Xô Mikhail Gorbachev và tổng thống Mỹ George H. W. Bush tuyên bố kỷ nguyên lâu dài của hòa bình đã bắt đầu. Nhiều nhà quan sát coi hội nghị này là sự bắt đầu chính thức cho việc kết thúc chiến tranh Lạnh.
- 14 tháng 12: Chile phục hồi nền dân chủ.
- 16–25 tháng 12: Cách mạng Romania: Những người nổi loạn lật đổ chính quyền cộng sản của Nicolae Ceauşescu, xử tử ông và vợ ông, Elena. România là quốc gia khối phía Đông duy nhất lật đổ chính thể công sản bằng vũ lực và xử tử nhà lãnh đạo của mình.
- 29 tháng 12: Vaclav Havel trở thành tổng thống Tiệp Khắc cuối cùng.

## Thập niên 1990

### 1990
- 3 tháng 1: Nhà hàng McDonald'sđầu tiên mở cửa ở Moskva, Nga.
- 11 tháng 3: Litva giành độc lập.
- 29 tháng 5: Boris Yeltsin được bầu làm tổng thống Nga.
- 2 tháng 8: Iraq xâm chiếm Kuwait, khởi đầu chiến tranh vùng Vịnh.
- 3 tháng 10: Tái thống nhất nước Đức.

### 1991
- 28 tháng 2: Chiến tranh vùng Vịnh chấm dứt.
- Tháng 7: Khối Warszawa chính thức tan rã.
- 19 tháng 8: Đảo chính Xô viết. Cuộc đảo chính tháng 8 diễn ra để đáp lại Hiệp ước Liên bang mới dự định được ký kết ngày 20 tháng 8.
- 25 tháng 12: Tổng thống Hoa Kỳ George H. W. Bush, sau khi nhận được một cuộc gọi từ Boris Yeltsin, có một bài phát biểu nhân ngày Giáng Sinh để xác nhận kết thúc chiến tranh Lạnh.
- 25 tháng 12: Mikhail Gorbachev từ chức Tổng thống Liên Xô. Biểu tượng búa liềm lần cuối cùng được hạ xuống tại điện Kremli.
- 26 tháng 12: Hội đồng các nước cộng hòa Xô viết Tối cao Liên Xô xác nhận Liên bang Xô Viết tan rã và quyết định tự giải tán.
- 31 tháng 12: Toàn bộ các cơ quan của Xô viết ngừng hoạt động.